# Antonio García-Trevijano
 (mars 2018).
Si vous disposez d'ouvrages ou d'articles de référence ou si vous connaissez des sites web de qualité traitant du thème abordé ici, merci de compléter l'article en donnant les références utiles à sa vérifiabilité et en les liant à la section « Notes et références ».
Pour les articles homonymes, voir García.
Antonio García-Trevijano Forte, né le 18 juillet 1927 à Alhama de Granada et mort le 28 février 2018 à Madrid, est un juriste, avocat, homme politique, critique d'art et penseur républicain espagnol. 

## Biographie
Né dans une famille de juristes, de fonctionnaires et d'intellectuels, Antonio García-Trevijano se signale par son opposition au régime franquiste dans les années 1960.
Il est défini par University Press of America comme « une figure remarquable de la politique espagnole depuis la fin des années 1960 et comme un des intellectuels les plus importants du XXe siècle en théorie politique et esthétique ».
Il est professeur de droit commercial à l'université de Grenade et notaire.
En 1974, il est à l'origine de la fondation de la Junte démocratique d'Espagne, dont il est le coordinateur exécutif et le rédacteur de son manifeste. Cette organisation fusionne ensuite avec la Plateforme de convergence démocratique, pour donner lieu à la Platajunta, qui unit en un seul front toutes les forces politiques opposées au régime franquiste. Au moment de la transition démocratique espagnole, l'option de la réforme s'impose face à l'option de rupture démocratique que défendait García-Trevijano. Ce revers le conduit à abandonner la vie politique active.
Il préside ensuite l'association Mouvement de citoyens vers la République constitutionnelle (MCRC), qui s'oppose au système de partis existant en Espagne qu'il désigne sous le terme d'« oligarchie de partis étatiques » ou « partitocratie ». Il s'oppose aussi à la Constitution espagnole de 1978 et à la monarchie car il n'accepte pas que Juan Carlos Ier ait été désigné par le dictateur Francisco Franco.
García-Trevijano est favorable à l'établissement en Espagne d'une république constitutionnelle basée sur la séparation du pouvoir exécutif et du pouvoir législatif, sur la représentation politique des gouvernés et sur l'indépendance du pouvoir judiciaire, comme forme d'État capable de garantir la démocratie représentative.
Il a publié de nombreux articles dans les principaux journaux espagnols ainsi que de nombreux essais de philosophie politique, dont Teoría Pura de la República.
Il a écrit deux projets de constitutions, le premier pour la Guinée-Équatoriale et le second pour le Cambodge.

## Publications
- (es) Libertad Constituyente. Madrid : éditions MCRC y Tictac, 2011.  (ISBN 978-84-8136-460-6).
- (es) Teoría pura de la república. Madrid : El Buey Mudo, 2010.  (ISBN 978-84-9380-405-3). (Traduit en anglais sous le titre de A Pure Theory of the Republic).
- (es) Ateísmo estético. Arte del siglo XX: de la modernidad al modernismo. Mexico : Landucci, 2008.  (ISBN 968-5893-51-9).
- (es) Préface du livre de Manuel García Viñó, El País. La cultura como negocio. Txalaparta Argitaletxea, 2006.  (ISBN 84-8136-456-8).
- (es) Pasiones de servidumbre. Madrid : Foca. 2001.  (ISBN 84-95440-07-5).
- (es) Préface du livre de Joaquín Navarro Estevan, Palacio de injusticia. Madrid : Temas de Hoy, 1998.  (ISBN 84-7880-907-4).
- (es) Frente a la gran mentira. Madrid : Espasa Calpe. 1996.  (ISBN 84-239-7741-2). (Traduit en anglais sous le titre de A Pure Theory of Democracy)
- (es) El discurso de la República. Madrid : Temas de Hoy, 1994.  (ISBN 84-7880-445-5).
- (es) La alternativa democrática. Madrid : Plaza & Janés, 1977.  (ISBN 84-01-80547-3).
- (es) Toda la verdad. Mi intervención en Guinea. Madrid : Éditions Dronte, 1977.  (ISBN 84-366-0090-8).